# Gare d'Alaï
Pour les articles homonymes, voir Alaï.
La gare d'Alaï est une halte ferroviaire française de la ligne de Paray-le-Monial à Givors-Canal, située sur le territoire de la commune de Tassin-la-Demi-Lune et bordant le 5e arrondissement de Lyon, dans la métropole de Lyon.
Ouverte en 1992, la desserte de la gare est assurée depuis 2012 par le tram-train de l'Ouest lyonnais reliant les gares de Lyon Saint-Paul et de Brignais.

## Situation ferroviaire
Établie à 178 m d'altitude, la gare d'Alaï est située au point kilométrique (PK) 115,840 de la ligne de Paray-le-Monial à Givors-Canal.
Le quai A mesure 87 m .
| \| Part-Dieu Perrache Jean-Macé Saint-Paul Gorge-de-Loup Alaï Vaise Bourbonnais Saint-Clair Brotteaux Est Croix-Rousse Saint-Rambert-Île-Barbe Port-Édouard-Herriot \| Situation de la gare d'Alaï à l'échelle de la ville de Lyon. |
| Part-Dieu Perrache Jean-Macé Saint-Paul Gorge-de-Loup Alaï Vaise Bourbonnais Saint-Clair Brotteaux Est Croix-Rousse Saint-Rambert-Île-Barbe Port-Édouard-Herriot                                                                    |

## Histoire
De décembre 2009 à décembre 2012, aucun train n'a marqué l'arrêt à la halte d'Alaï, à la suite des travaux sur la voie et l'arrivée du tram-train de l'Ouest lyonnais. Depuis décembre 2012 et l'arrivée du tram-train, la gare est rouverte au service voyageur.

## Fréquentation
Selon les estimations de la SNCF, la fréquentation annuelle de la gare s'élève aux nombres indiqués dans le tableau ci-dessous.
| Année     | 2015   | 2016   | 2017   | 2018   | 2019   | 2020   | 2021   | 2022   | 2023   |
| --------- | ------ | ------ | ------ | ------ | ------ | ------ | ------ | ------ | ------ |
| Voyageurs | 21 972 | 27 939 | 35 720 | 37 031 | 37 840 | 32 702 | 37 923 | 48 664 | 46 652 |

Le graphique qui aurait dû être présenté ici ne peut pas être affiché car il utilise l'ancienne extension Graph, désactivée pour des questions de sécurité. Des indications pour créer un nouveau graphique avec la nouvelle extension Chart sont disponibles ici.

## Service des voyageurs

### Accueil
Point d'arrêt non géré (PANG), la halte dispose d'un escalier d'accès au quai équipé d'un abri.

Installations de la halte en 2018
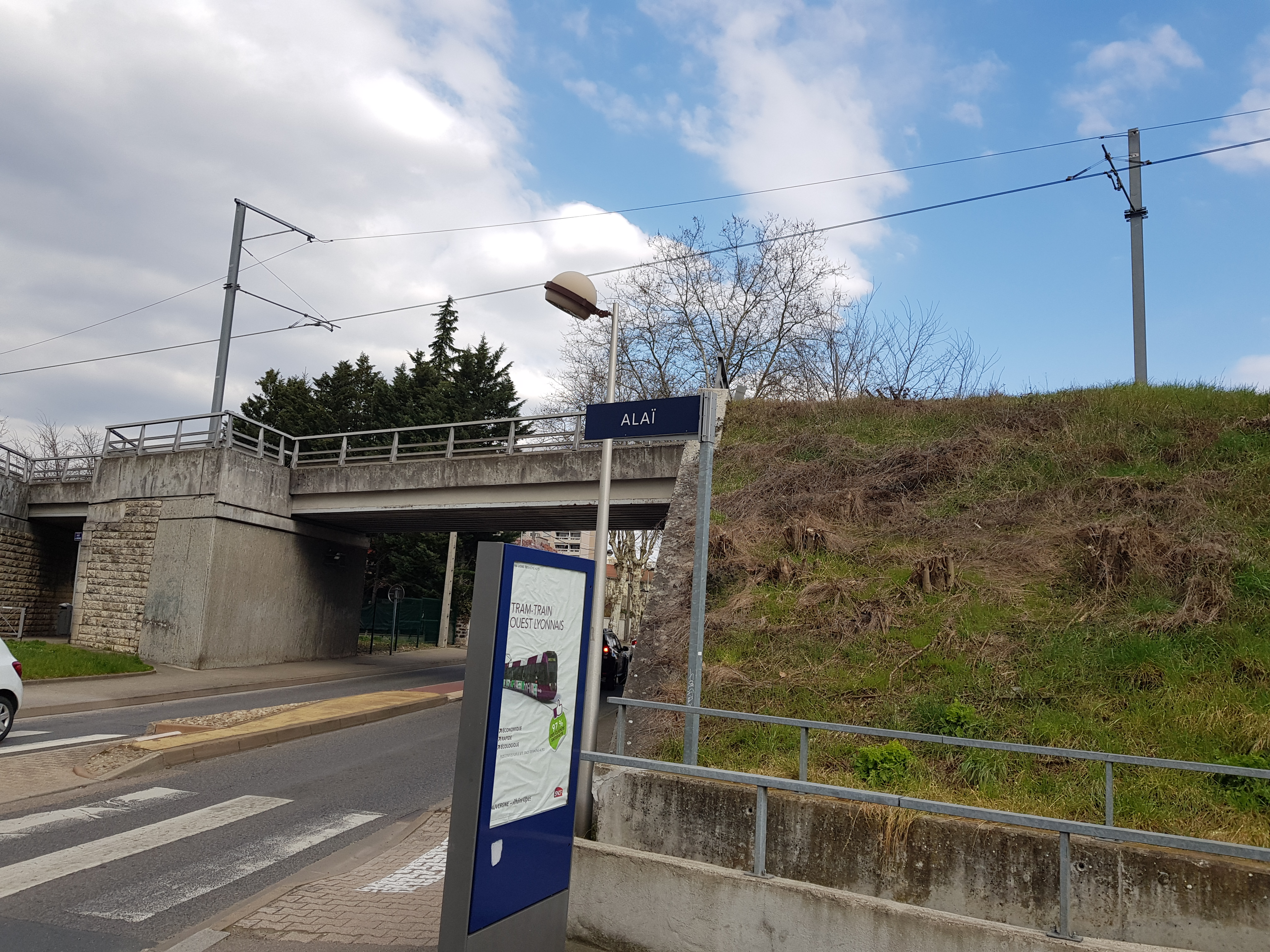
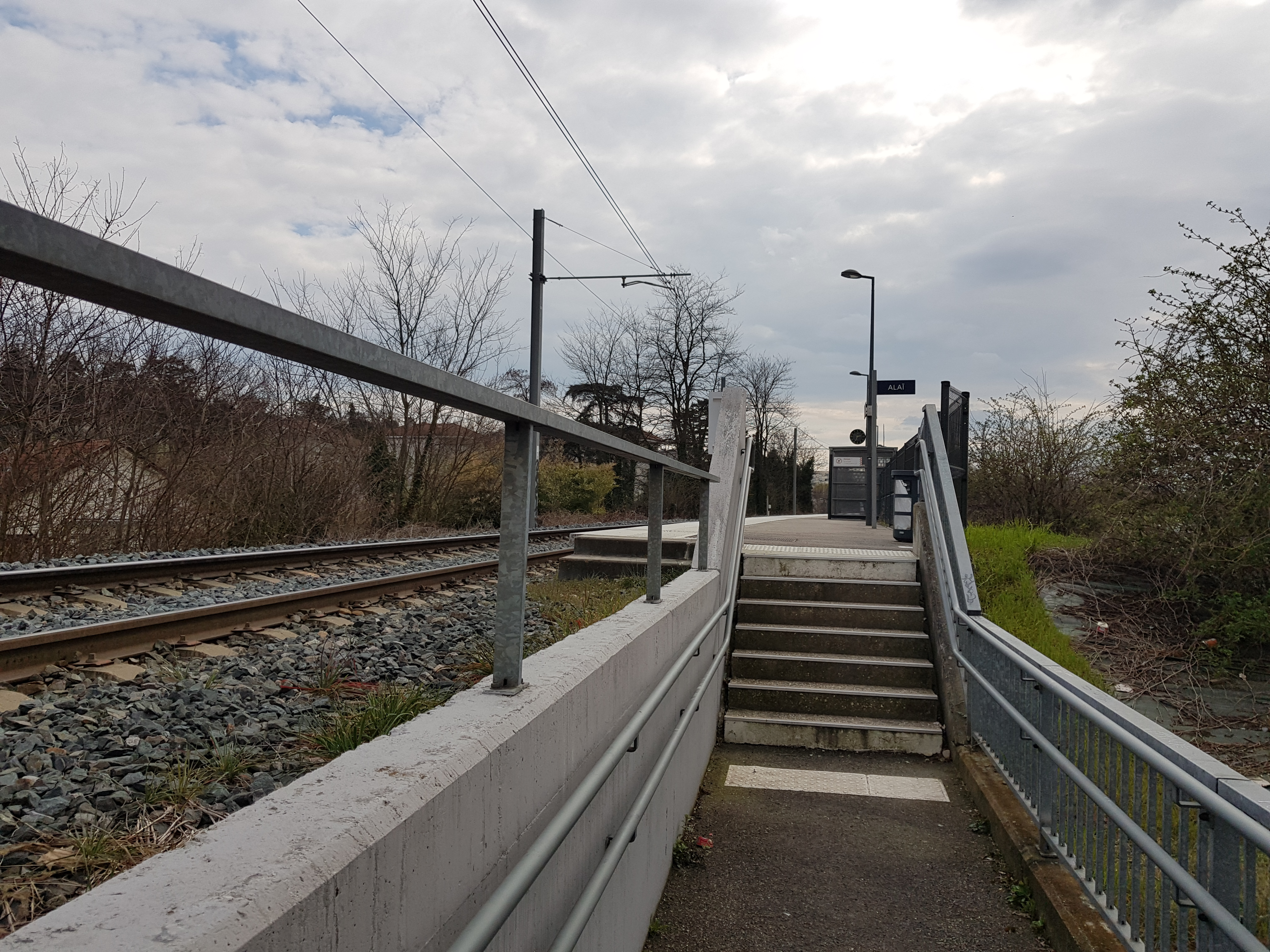
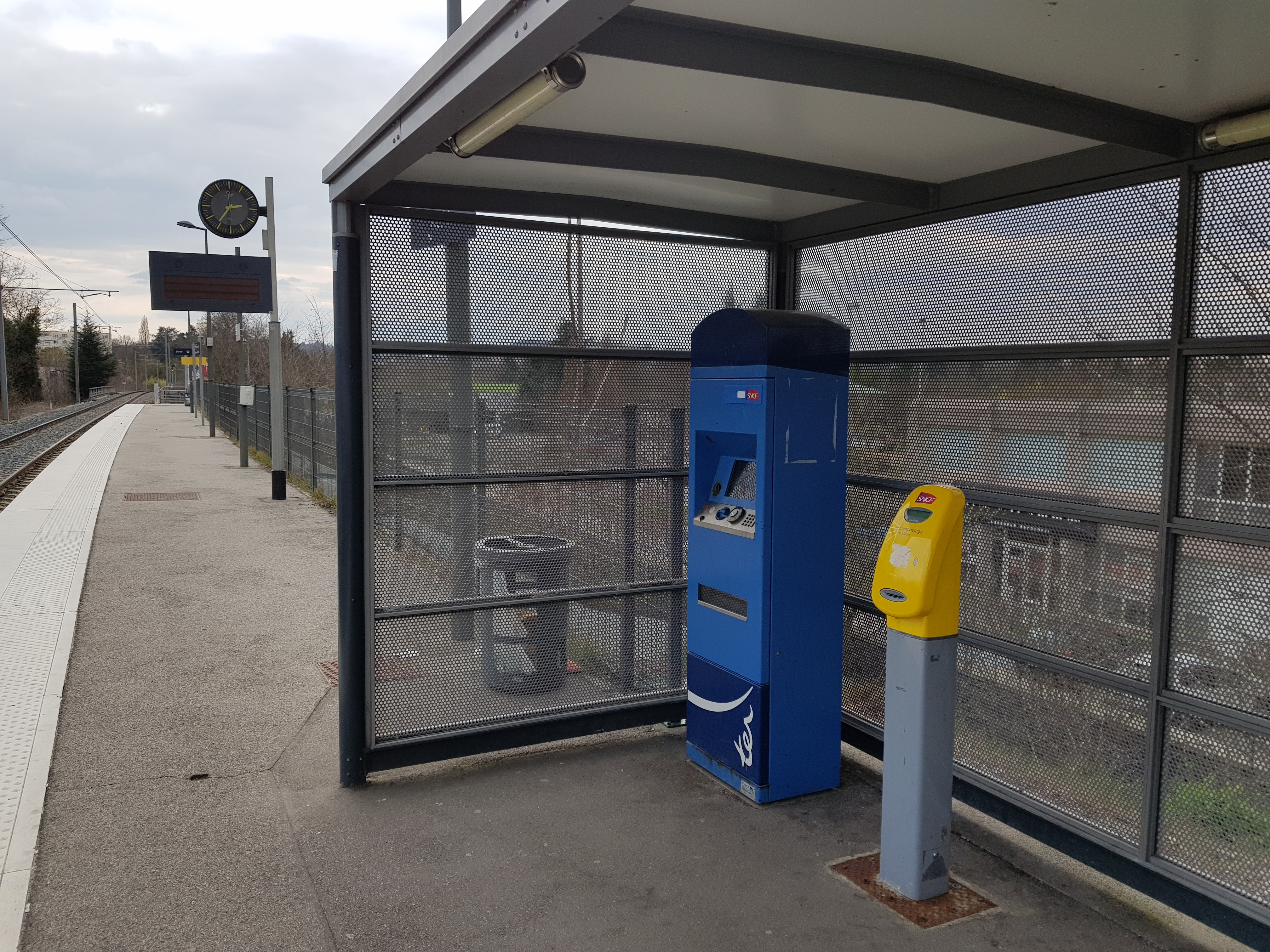

### Desserte
Alaï est située sur l'une des trois branches de la desserte de l'Ouest lyonnais, desservie par le tram-train de l'Ouest lyonnais. En 2013, le trafic est d'environ une quinzaine d'allers-retours entre Brignais et Lyon Saint Paul.

### Intermodalité
La gare est desservie par les Transports en commun lyonnais et la ligne 2Ex du réseau Les cars du Rhône.

## Projet
À horizon 2031, la gare d'Alaï pourrait être en correspondance avec le tramway urbain de Lyon, grâce au projet de tramway express de l'ouest lyonnais (ou TEOL) annoncé par SYTRAL Mobilités qui consiste en un prolongement partiellement souterrain de la ligne T2 entre Hôtel de Région – Montrochet et Alaï via le plateau du 5e arrondissement de Lyon (Ménival et Point du Jour). La gare d'Alaï serait ainsi notamment reliée par tramway à la Confluence (tramway T1), Perrache (métro A et gare SNCF) et Jean Macé (métro B et gare SNCF).
Ce projet ne prévoit pour l'instant aucune interconnexion à Alaï entre les voies du tram-train de l'Ouest lyonnais et celles du tramway urbain, tout en sachant que les deux réseaux ont des gestionnaires différents (SNCF Réseau et Auvergne-Rhône-Alpes pour le tram-train, SYTRAL Mobilités pour le tramway urbain) et des rames de gabarits différents (2,65 m pour le tram-train SNCF contre 2,40 m pour le tramway TCL).
SYTRAL Mobilités envisage de construire à Alaï un parc relais TCL pour voitures et vélos afin d'accompagner l'arrivée du tramway express de l'ouest lyonnais.
Il existait de 2015 à 2022 un projet de nouvelle ligne du métro de Lyon qui devait relier la gare d'Alaï au centre de Lyon,.